# ستاتوتو ألبرتينو

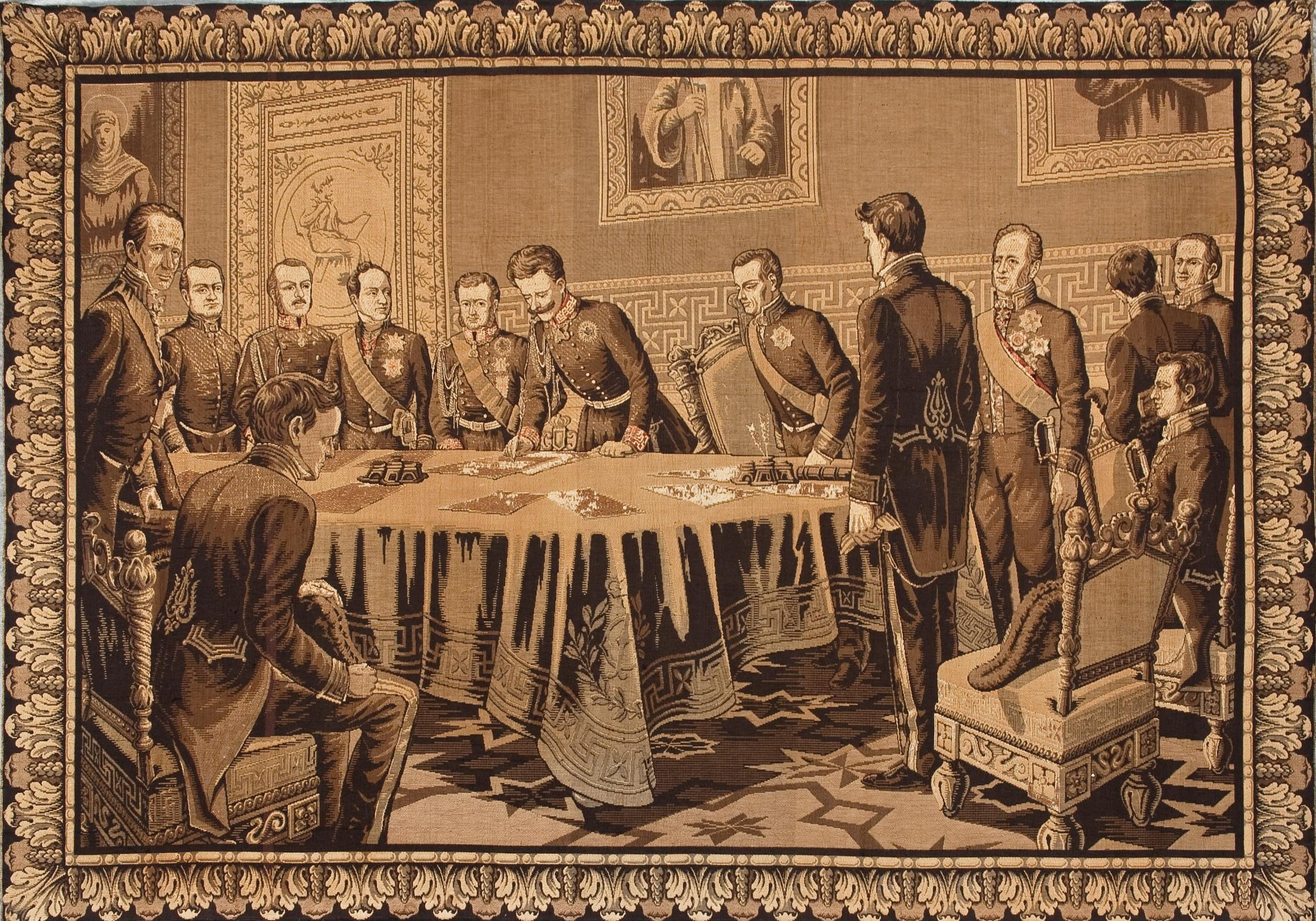

النظام الأساسي الألبرتيني (بالإيطالية: Albertino Statuto)‏ هو الدستور الذي وضعه الملك تشارلز ألبرت الأول لمملكة بيدمونت - سردينيا في إيطاليا يوم 4 مارس/ آذار 1848. أصبح هذا الدستور فيما بعد في القانون الأساسي لمملكة إيطاليا الموحدة و ظل ساري المفعول، مع بعض التغييرات، حتى عام 1948.